# ۲۸۸ (میلادی)
۲۸۸ (میلادی) دویست و هشتاد و هشتمین سال تقویم میلادی است.

## درگذشتگان
‎